# Snorkel
En snorkel er et lille buet rør, som en dykker kan ånde igennem, når dykkeren svømmer i vandoverfladen og ser ned mod sø- eller havbunden.
Snorklens rørdiameter er mellem 15 og 19 mm, længden ikke større end 40 cm, og det totale rumfang må ikke overstige 200 cm³. Dette skyldes, at hvis en gennemsnitlig brystkasse har et areal på ca. 200 cm2 og befinder sig på ca. 20 cm dybde, skal kraften til at foretage en indånding være 200x(0,20xx1/10)= 40 kg, hvilket svarer til, at en person på 40 kg sidder på ens brystkasse.
Der er to ulemper ved at bruge en lang snorkel eller én med et stort volumen. Den ene er, at hvis der kommer vand i snorklen, skal der bruges mange kræfter på at blæse det ud. Den anden grund er, at når snorkelrøret har et for stort volumen, bliver ikke al luft udskiftet mellem to indåndinger. Nogle modeller er forsynet med én eller flere ventiler ved mundstykket, der gør det lettere at blæse vand ud af snorklen.
Hvis man kun dykker med snorkel og briller, hedder det snorkeldykning, hvilket betegnes som en meget krævende sportsdisciplin.

## Undervandsaktiviteter

### Undervandsjagt
At svømme rundt mellem sten og planter på jagt med et spyd eller en harpun. Dette kræver fisketegn.
Det er, i modsætning til eksempelvis i Portugal og Spanien, tilladt i Danmark at anvende scuba-udstyr ved UV-jagt. Harpunen skal dog lades ved dykkerens egen kraft. De fleste undervandsjægere benytter elastikharpuner, men der sælges både harpuner med elastikker og med trykluft.

### Undervandsfotografering
Denne aktivitet kræver en masse specialgrej, men digitalkameraet har gjort det lettere. Her er det godt at bruge iltflasker, da man på den måde kan ligge på bunden og vente på motivet.

### Underbandsbiologi
At studere dyre- og planteliv. Ofte er det en fordel at benytte snorkel udstyr når man vil nærstudere undervandslivet. Modsat dykning med luftflasker er en snorkel nærmest lydløs.

### Undervandssport
En række forskellige sportsgrene findes også i udgaver, hvor sporten udøves under vandet. Der findes for eksempelv både varianter af rugby, fodbold og hockey.
| Sport | Spire Denne artikel om sport er en spire som bør udbygges. Du er velkommen til at hjælpe Wikipedia ved at udvide den. |